# Manoserica disparicornis
Manoserica disparicornis är en skalbaggsart som beskrevs av Max Quedenfeldt 1888. Manoserica disparicornis ingår i släktet Manoserica och familjen Melolonthidae. Inga underarter finns listade i Catalogue of Life.